# 珍·露意絲·柯瑞
珍·露意絲·柯瑞（英語： Jane Louise Curry，1932年9月24日—）是一位美國多元性的作家，在冒險、奇幻、推理、時間旅行和美國印第安人，故事給較年長的孩子和青少年。她寫了37本故事書。出生於俄亥俄州東利物浦。
她的小說包括最著名的《阿巴洛克》（Abaloc）系列，在俄亥俄河的神奇景色和當代的環境區域、中世紀，還有史前時代。

## 著作
- 阿巴洛克系列

1. 1967年《向下的山》（Beneath the Hill）
2. 1970年《血世纪》（The Daybreakers）
3. 1971年《過海的邊緣》（Over the Sea's Edge）
4. 1975年《看守人》（The Watchers）
5. 1977年《鳥石》（The Birdstones）
6. 1981年《厄姆的狼群》（The Wolves of Aam）
7. 1983年《影舞者》（Shadow Dancers）

- 1965年《從荒山下來》（Down from the Lonely Mountain）
- 1968年《瞌睡蟲》（The Sleepers）
- 1969年《改變孩童》（The Change-Child）【請注意，這實際是《向下的山》（Beneath the Hill）的前傳，而可能被視為阿巴洛克系列的一部分】
- 1970年《敏蒂的神祕縮影》（Mindy's Mysterious Miniature）
- 1972年《冰鬼之謎》（The Ice Ghosts Mystery）
- 1975年《香菜，鼠尾草，迷迭香與時間》（Parsley, Sage, Rosemary, and Time）
- 1976年《魔法碗櫥》（The Magical Cupboard）
- 1977年《可憐的湯姆的幽靈》（Poor Tom's Ghost）
- 1978年《巴森泰特的寶藏》（The Bassumtyte Treasure）
- 1979年《幽靈車道》（Ghost Lane）
- 1985年《大洪水之謎》（The Great Flood Mystery）
- 1986年《蓮花杯》（The Lotus Cup）
- 1987年《回到過去》（Back in the Beforetime）
- 1987年《我，我，我》（Me, Myself, and I）
- 1988年《小，小妹妹》（Little, Little Sister）
- 1989年《抓住大史密斯》（The Big Smith Snatch）
- 1991年《狄更斯是何許人》（What the Dickens）
- 1993年《聖誕騎士》（The Christmas Knight）
- 1993年《大史密斯宅邸的忙碌》（The Great Smith House Hustle）
- 1994年《羅賓漢與綠林好漢》（Robin Hood and His Merry Men）
- 1995年《綠林的羅賓漢》（Robin Hood in the Greenwood）
- 1996年《月窗》（Moon Window）
- 1998年《暗蔭》（Dark Shade）
- 1999年《愚蠢的生活》（Stupid Life）
- 1999年《龜島：阿爾岡昆國家的故事》（Turtle Island: Tales of the Algonquian Nation）
- 2001年《美妙的天空船：東南亞的其他美國當地的故事》（The Wonderful Sky Boat: And Other Native American Tales of the Southeast）
- 2002年《埃及箱》（The Egyptian Box）
- 2003年《撐起的天空：從德克薩斯州和南方草原的其他美國當地的故事》（Hold Up the Sky: And Other Native American Tales from Texas and the Southern Plains）
- 2004年《勇敢的克黎莉婭》（Brave Cloelia）
- 2005年《黑金絲雀》（The Black Canary）

## 外部連結
- Jane Louise Curry's official website （页面存档备份，存于）
- 網路推理小說資料庫上的Louise Curry Jane Louise Curry